# Stigmella cypracma
Stigmella cypracma là một loài bướm đêm thuộc họ Nepticulidae. Nó được tìm thấy ở New Zealand.
Chiều dài cánh trước khoảng 4 mm. Con trưởng thành bay tháng 2 và từ tháng 9 đến tháng 11. Có hai lứa trưởng thành một năm.
Ấu trùng ăn Brachyglottis repanda. Chúng ăn lá nơi chúng làm tổ.